# Wayne Barnes
Wayne Barnes (ur. 20 kwietnia 1979 w Gloucestershire) – angielski, międzynarodowy sędzia rugby. 
Sędziuje w angielskiej ekstraklasie, meczach Pucharu Heinekena i Pucharu Challenge a także rozgrywkach reprezentacyjnych.
Uczęszczał do Whitecross School w Lydney, Monmouth School i University of East Anglia. Profesjonalnym sędzią został w kwietniu 2005, porzucając karierę prawnika. Grać w rugby zaczął w wieku 8 lat, po raz pierwszy sędziować – w wieku 15 lat. 
W 2006 po raz pierwszy sędziował testowe mecze międzynarodowe, sędziował również tego samego roku mecz pomiędzy Włochami a Francją w Pucharze Sześciu Narodów. Wcześniej sędziował międzynarodowe meczu na szczeblu juniorskim oraz w rugby 7.
W kwietniu 2007 ogłoszono, że Barnes będzie jednym z 3 angielskich sędziów powołanych na Puchar Świata (pozostałymi byli Chris White i Tony Spreadbury). Po meczu z udziałem Nowej Zelandii otrzymywał pogróżki, był krytykowany w nowozelandzkiej prasie i w internecie na skutek decyzji, które w opinii publicznej w tym kraju mogły doprowadzić do przedwczesnego odpadnięcia zespołu z turnieju. 
Podczas Pucharu Sześciu Narodów w 2008 został pierwszym angielskim sędzią prowadzącym zawody na Croke Park. 
Prowadził finał Pucharu Heinekena sezonu 2009/10 pomiędzy Stade Toulousain a Biarritz Olympique.